# Купчак Володимир Романович
Володи́мир Рома́нович Купча́к (нар. 7 квітня 1978, Івано-Франківськ) — український політик, науковець, топ-менеджер. Громадський діяч. Народний депутат України. 

## Біографія

### Ранні роки. Освіта
Народився 7 квітня 1978 року у Івано-Франківську.
Протягом 1995–2000 років навчався у Івано-Франківському державному технічному університеті нафти і газу за спеціальністю «магістр економіки нафти та газу».
2007 року закінчив аспірантуру при Прикарпатському національному університеті за спеціальністю «Демографія, економіка праці, соціальна та економічна політика».
2011 рік - захистив кандидатську дисертацію з економіки нафтогазової галузі «Формування тарифів на послуги газорозподільних підприємств».
2012 рік– диплом арбітражного керуючого, Міжнародна академія фінансів та інвестицій;
2016-2017 рік  – Тернопільський національний економічний університет, спеціальність “Право”, спеціаліст, диплом з відзнакою
2016 рік– захистив докторську дисертацію на тему: “Стратегія управління енергозбереженням”
Травень, 2020 рік - присвоєно вчений ступінь Професора.
Автор 7 винаходів та патентів в енергетиці та промисловості, більше 100 наукових статей, двох монографій.

Професор, Доктор економічних наук
Вільно володіє англійською мовою.

### Кар'єра
Під час навчання в університеті очолював «Форум українських студентів».
- 2000–2011 — доцент Національного технічного університету нафти і газу.
- 2006–2007 — начальник Департаменту зовнішніх зв'язків Івано-Франківської обласної державної адміністрації.
- 2007 — фінансовий директор регіональної газопостачальної компанії ВАТ «Львівгаз».
- З 2010 року є доцентом кафедри менеджменту і маркетингу Прикарпатського національного університету імені Василя Стефаника.
- З листопада 2010 до грудня 2012 — депутат Івано-Франківської обласної ради від «Фронту змін», № 4 в списку. Член постійної комісії з питань розвитку промисловості, будівництва, архітектури, комунікацій, дорожнього та житлово-комунального господарства.
- 2007-2011– голова правління обласного газорозподільного підприємства ВАТ «Івано-Франківськгаз».(3 750 працівників);  2011-2012 – група  компаній «УкрЛендФармінг» та Avangardco IPL (17 000 працівників, виробник курячого яйця №2 в світі, земельний портфель – 650 000 гектарів землі) - заступник голови спостережної ради з питань енергетики, координатор будівництва 2 найбільших в Європі біогазових заводів (20 МВт кожен, в Хмельницькій та Херсонській областях);  2012-2014– народний депутат України 7-го скликання, обраний по одномандатному виборчому округу № 84 (Івано-Франківська область).   Позафракційний. Голова підкомітету, голова міжфракційної групи “Відродження Держави”;  Держслужбовець першого рангу.  2015- вересень 2018– генеральний директор ПрАТ “Волиньобленерго”  Вересень 2015 - грудень 2018– директор ПП “Гарант Енерго М”, компанії – управителя арештованими активами Новояворівської (50 МВт) та Новороздільської(52 МВт) ТЕЦ;  2015 - досі– професор Івано-Франківського навчально-наукового інституту менеджменту Тернопільського національного економічного університету;  2017- досі – член ради з захисту докторських дисертацій Луцького національного політехнічного університету;  2017- досі – професор Східноєвропейський національного університет імені Лесі Українки.

Суспільна діяльність:
1996-2006– один з засновників в Україні, президент Івано-Франківського обласного відділення міжнародної студентської організації “ Форум Європейських Студентів ”, AEGEE(www.aegee.orgнайбільш численна студентська організація в Європі); організатор більше 30 міжнародних конференцій, форумів в Україні і за кордоном);
2010-2012– депутат Івано-Франківської обласної  ради;
2015 – досі– Президент Федерації Боксу Волині;
2015 – досі– член ради благодійної організації “Волинь 2014”;
2015 – 2018– член правління, “Асоціація роботодавців Волині”;
2018 – досі– Президент Федерації Боксу Волині;
2017 – досі– Член ради, співзасновник міжнародного соціального проєкту “Книга Добра”;
2018 – досі– представник від України до Міжнародної Комісії з розвитку жіночого боксу, Міжнародної Боксерської АсоціаціїАІВА ;
Січень 2019 – досі – голова виконавчої ради Київського інституту енергетичних досліджень KERI.

### Парламентська діяльність

#### Обрання в депутати
З 12 грудня 2012 до 27 листопада 2014 — народний депутат України 7-го скликання від партії Всеукраїнське об'єднання «Батьківщина», обраний по одномандатному округу № 84 (отримав 47,38% голосів). Голова підкомітету з питань базових галузей та інновацій в агропромисловому комплексі Комітету Верховної Ради з питань аграрної політики та земельних відносин.

#### Законопроєкт про недопущення політичних репресій
Автор законопроєкту про недопущення політичних репресій з боку правоохоронних органів. Ним пропонується ввести до Кримінального кодексу поняття «політичне переслідування», під чим розуміється «умисне переслідування» громадян правоохоронними органами за «вільне вираження своїх політичних, економічних, соціальних чи культурних поглядів і переконань».

#### Звернення до Сейму Республіки Польщі
Став одним із підписантів звернення до Сейму Республіки Польщі із закликом підтримати резолюцію Сенату Польщі, яка кваліфікує як «ґеноцид польського населення» події 1943 року на українських землях Волині.
Володимир Купчак закликав політиків «не спекулювати на темі міжнаціональних конфліктів та Волинської трагедії зокрема». Народний депутат вважає, що треба
|  | визнати – війна не буває без жертв і, якщо випадки винищення людей на Волині були з обох сторін, ми маємо це визнати та попросити пробачення один в одного. Досить шукати винних! Депутати взяли на себе відповідальність та зробили перший крок до примирення. Маю надію, що такий же крок зроблять і польські колеги. |

## Сім'я
Одружений. 
Дружина Купчак Ольга Ігорівна, кандидат медичних наук.
Разом з дружиною виховують сина і дочку.